# Rochers Williamson
Pour les articles homonymes, voir Williamson.
Les rochers Williamson est une île de l'État de Washington dans le Comté de Skagit aux États-Unis.

## Description
Située dans le détroit de Juan de Fuca au sud de l'île Allan, les rochers s'étendent sur environ 170 m de longueur pour une largeur équivalente.